# Nikola Korabov
Nikola Korabov (búlgar: Никола Корабов, Russe, 7 de desembre de 1928 – Sofia, 10 de novembre de 2016) va ser un guionista i director de cinema búlgar. Va dirigir 13 pel·lícules entre 1956 i 1999. El 1962 va dirigir Tiutiun que va ser seleccionada al 16è Festival Internacional de Cinema de Canes. El 1965 va dirigir Vula que fou seleccionada al 4t Festival Internacional de Cinema de Moscou. La seva pel·lícula de 1971 Gnevno patuvane fou seleccionada al 7è Festival Internacional de Cinema de Moscou. Va morir el 10 de novembre de 2016.

## Filmografia
- Dimitrovgradtsy (1956)
- Malkata (1959)
- Tiutiun (1962)
- Vula (1965)
- Svoboda ili smart (1969)
- Gnevno patuvane (1971)
- Ivan Kondarev (1974)
- Yuliya Vrevskaya (1978)
- Az ne zhiveya edin zhivot (1981)
- Orisiya (1983)
- Kopnezhi po beliya pat (1987)
- Poverie za beliya vyatar (1990)
- Magia (1999)